# Jean-Charles della Faille
Jean-Charles della Faille (En néerlandais: Jan-Karel della Faille, en espagnol: Juan Carlos della Faille), né le 1er mars 1597 à Anvers et décédé le 4 novembre 1652 à Barcelone, était un prêtre jésuite brabançon, mathématicien et précepteur du prince Juan José d'Autriche, à la cour d'Espagne.

## Études et enseignement
Né dans une famille fortunée, d'origine commerçante et anversoise, il fait ses humanités au collège jésuite d’Anvers. Le 12 septembre 1613 — il a à peine 16 ans — il entre au noviciat des jésuites de Malines. Après des études de philosophie il se met aux mathématiques sous la direction de Grégoire de Saint-Vincent dont il est un des meilleurs élèves.
Cette école de mathématiques et géométrie dont François d’Aguilon et Grégoire de Saint-Vincent étaient les brillants animateurs était, à cette époque, une référence en Europe.
En 1620, della Faille se trouve à Dole, dans le Jura (France), pour les études de théologie préparatoires au sacerdoce. En ses temps libres il enseigne également les mathématiques. Il est ordonné prêtre le 10 avril 1621, à Dole. En 1625, il organise une séance académique sur la mécanique. Les « theses mechanicae » défendues n'ont pas été conservées, mais on sait que les sujets traités étaient le pendule et le centre de gravité.
Della Faille est rappelé dans son pays en 1626. Entre 1626 et 1628, il enseigne les mathématiques au scolasticat jésuite de  Louvain où il succède à Saint-Vincent. L'année suivante, il part pour Lierre (Belgique), pour terminer sa formation religieuse avec le Troisième An. C’est à cette époque semble-t-il que, à la demande de sa famille, le peintre belge Antoine van Dyck fait son portrait, aujourd’hui un des tableaux les plus célèbres du maitre portraitiste. Jean-Charles della Faille, en habit religieux, est représenté avec ses instruments de travail et d'étude : un compas à pointes séches, un compas de proportion, un quadrant, un cercle sur pied et un globe terrestre.

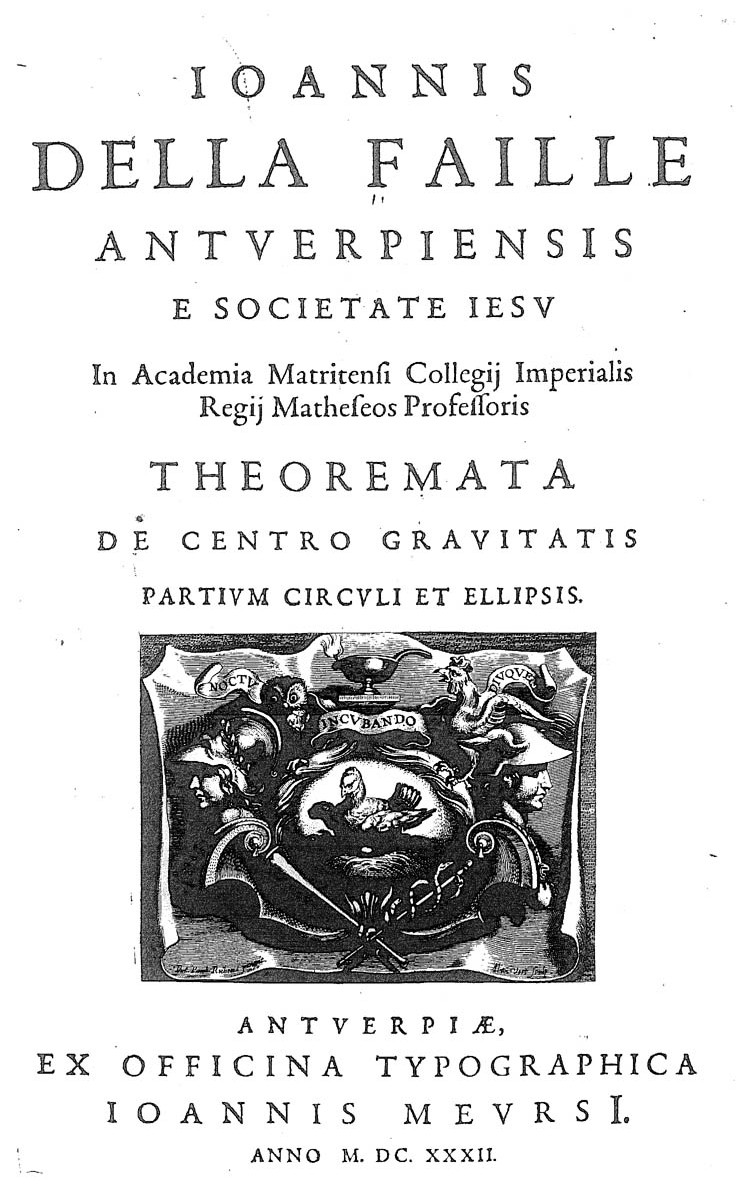
Theoremata de centro gravitatis partium circulis et ellipsis, 1632

## Au service du roi d'Espagne
Après son séjour à Lierre, il quitte les Pays-Bas catholiques pour l'Espagne où il reçoit un poste d'enseignement en mathématiques et en génie militaire au Collège impérial de Madrid (23 mars 1629). Il devient conseiller de Philippe IV, roi d'Espagne et du Portugal, sur des questions militaires, plus particulièrement liées aux fortifications, et est nommé, le 3 septembre 1638, « Premier cosmographe au Conseil des Indes ».
Sa vie tranquille d’homme de sciences prend fin lorsque le roi l'envoie à la frontière du Portugal (alors en guerre contre l'Espagne), comme conseiller militaire du duc d'Albe, Fernando Álvarez de Toledo y Mendoza (es), et ensuite du comte de Santisteban (es) (1641-1644).
Deux ans plus tard, il revient à Madrid, où, vers la fin de 1645, Philippe IV le nomme professeur particulier et précepteur de son fils légitimé Juan José d'Autriche. Les sept dernières années de sa vie della Faille reste à la cour de Madrid comme un conseiller. Il est un ami de plus en plus proche du roi, qu’il accompagne dans ses expéditions militaires : à Naples (1644), en Sicile et en Catalogne. Il meurt à Barcelone le 4 novembre 1652, peu après la prise militaire de la ville.

## Œuvre principale
Jean-Charles della Faille a publié une seule œuvre de conséquence, son Theoremata de centro gravitatis partium circuli et ellipsis (Anvers, 1632), et cela grâce à l’insistance de Saint-Vincent, qui souhaitait qu’il publie ses recherches sur le centre de gravité avant le suisse Paul Guldin, qui préparait un ouvrage sur le même sujet. Adoptant la méthode d’Archimède, della Faille développa une formule (désormais classique) qui permet de calculer le centre de gravité d’un secteur circulaire, ou de ses segments.
Le mathématicien hollandais Christiaan Huygens admirait grandement la découverte du père della Faille et l’exposition parfaitement logique du traité où il expose sa découverte. Della Faille avait laissé des manuscrits en possession de Don Juan José d'Autriche. Ils n’ont jamais été retrouvés.

### Liens externes

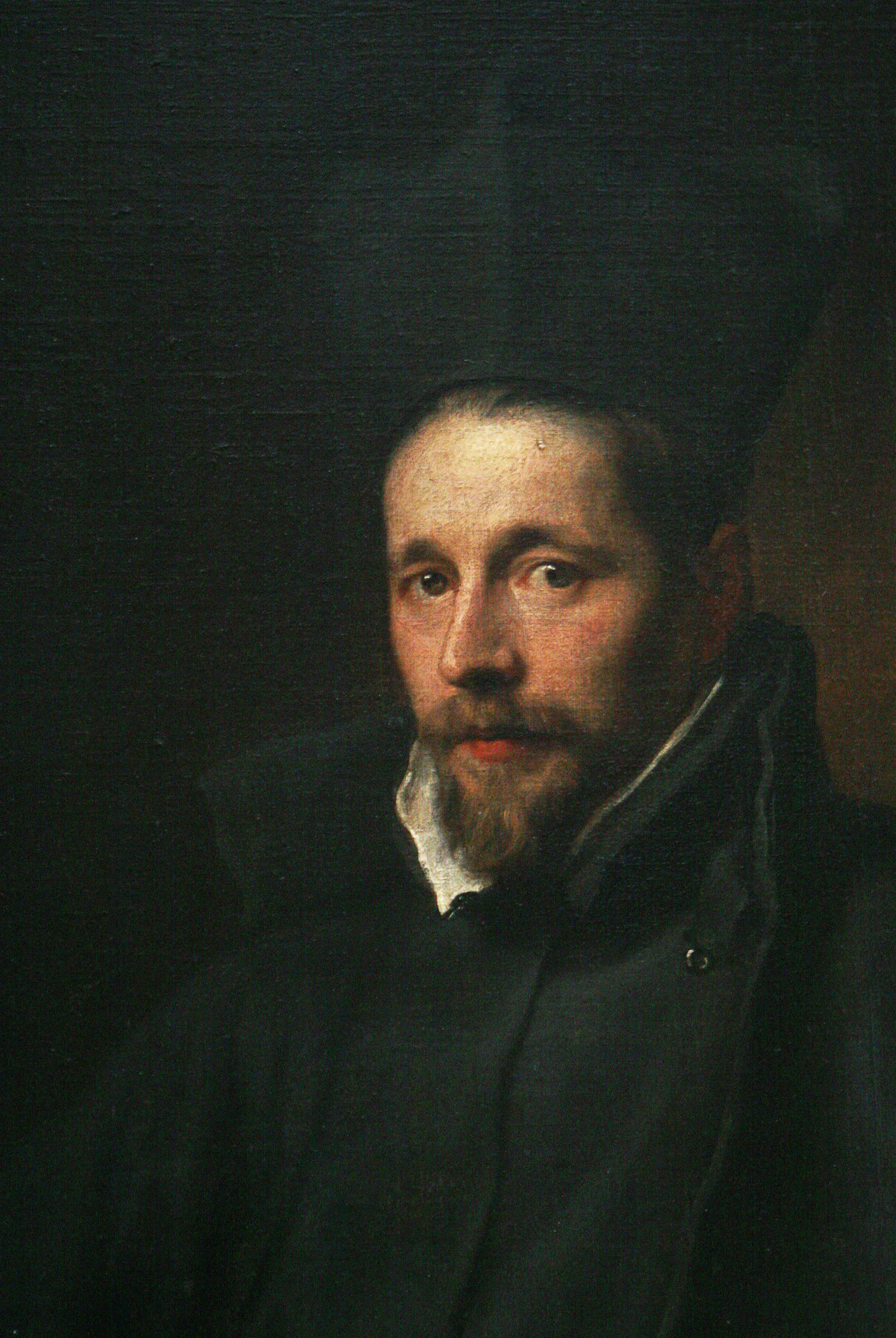
Détail : portrait
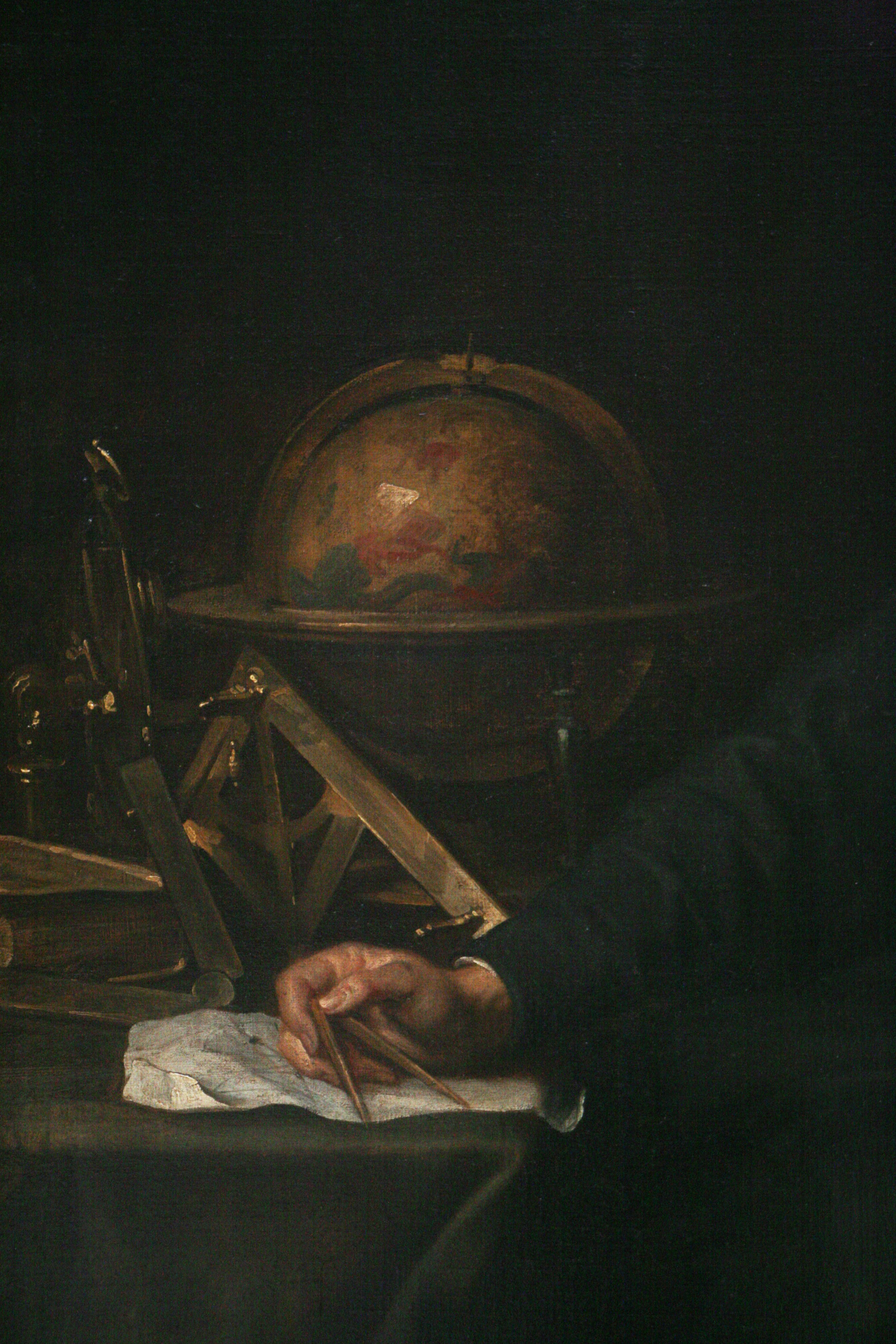
Détail : instruments

## Héraldique
| Armoiries de la famille della Faille | Armoiries de la famille della Faille |
| ------------------------------------ | --- |
|                                      | Blasonnement:"de sable au chevron d'or, chargé de trois fleur-de-lis d'azur, et accompagné en chef de deux têtes de lion affrontées du second et en pointe d'une tête de léopard d'or, bouclée d'azur" |